# Plateforme pour la Catalogne
 (avril 2025).
La mise en forme du texte ne suit pas les recommandations de Wikipédia : il faut le « wikifier ».
Les points d'amélioration suivants sont les cas les plus fréquents. Le détail des points à revoir est peut-être précisé sur la page de discussion.
- Les titres sont pré-formatés par le logiciel. Ils ne sont ni en capitales, ni en gras.
- Le texte ne doit pas être écrit en capitales (les noms de famille non plus), ni en gras, ni en italique, ni en « petit »…
- Le gras n'est utilisé que pour surligner le titre de l'article dans l'introduction, une seule fois.
- L'italique est rarement utilisé : mots en langue étrangère, titres d'œuvres, noms de bateaux, etc.
- Les citations ne sont pas en italique mais en corps de texte normal. Elles sont entourées par des guillemets français : « et ».
- Les listes à puces sont à éviter, des paragraphes rédigés étant largement préférés. Les tableaux sont à réserver à la présentation de données structurées (résultats, etc.).
- Les appels de note de bas de page (petits chiffres en exposant, introduits par l'outil «  Source ») sont à placer entre la fin de phrase et le point final[comme ça].
- Les liens internes (vers d'autres articles de Wikipédia) sont à choisir avec parcimonie. Créez des liens vers des articles approfondissant le sujet. Les termes génériques sans rapport avec le sujet sont à éviter, ainsi que les répétitions de liens vers un même terme.
- Les liens externes sont à placer uniquement dans une section « Liens externes », à la fin de l'article. Ces liens sont à choisir avec parcimonie suivant les règles définies. Si un lien sert de source à l'article, son insertion dans le texte est à faire par les notes de bas de page.
- La présentation des références doit suivre les conventions bibliographiques. Il est recommandé d'utiliser les modèles {{Ouvrage}}, {{Chapitre}}, {{Article}}, {{Lien web}} et/ou {{Bibliographie}}. Le mode d'édition visuel peut mettre en forme automatiquement les références.
- Insérer une infobox (cadre d'informations à droite) n'est pas obligatoire pour parachever la mise en page.

Pour une aide détaillée, merci de consulter Aide:Wikification.
Si vous pensez que ces points ont été résolus, vous pouvez retirer ce bandeau et améliorer la mise en forme d'un autre article.
Plateforme pour la Catalogne (en catalan : Plataforma per Catalunya, abrégé en PxC) est un parti politique catalan d'extrême droite, qui a existé de 2002 à 2019.

## Présentation
PxC est classé à l'extrême droite,,,,,,,,,, bien que ses dirigeants rejettent eux-mêmes le clivage droite-gauche. Son programme est axé sur le contrôle de l'immigration, en particulier celle en provenance du monde arabo-musulman, l'application d'une tolérance zéro face à la délinquance, la défense des « valeurs de la famille » et la protection de l'environnement.

## Historique
Apparu le 5 avril 2002, ce parti se fait connaître dans un premier temps pour son soutien à un comité d'habitants de Premià de Mar, située dans la province de Barcelone, qui s'opposent à  la construction d'une mosquée dans leur quartier. Menée par son président et fondateur Josep Anglada, la formation politique décide par la suite de s'impliquer dans le jeu électoral local présentant des candidats dans huit communes catalanes à l'occasion des élections municipales de 2003, parvenant à opérer une percée électorale, obtenant un siège de conseiller municipal dans quatre d'entre elles, à Cervera, Manlleu, El Vendrell et surtout Vic, avec le président du parti, originaire de cette ville. La formation ne réalise en revanche que de faibles scores aux élections parlementaires catalanes de 2003, ne rassemblant que 5 000 électeurs dans toute la Catalogne.
Par la suite, le parti essaime sur une partie du territoire espagnol avec Plateforme pour Madrid (PxM), Plateforme pour la Castille et León (PxCL) et Plateforme pour la Communauté valencienne (PxCV). Mais après le refus de PxC de se prononcer officiellement contre l'approbation du nouveau statut catalan en 2006, ces nouvelles plateformes rompent avec le parti catalan.
Lors des élections au Parlement de Catalogne de 2012 la formation obtient 60 142 voix (1,66 %) et aucune représentation parlementaire.
Le parti se dissout le 16 février 2019, recommandant à ses militants d'intégrer le parti Vox.